# Amazonas de Trujillo Alto 2020
Questa voce raccoglie le informazioni riguardanti le Amazonas de Trujillo Alto nella stagione 2020.

## Organigramma societario
Area direttiva
- Presidente: William López

Area tecnica
- Allenatore: Xiomara Molero

## Rosa
| N° | Nome               | Ruolo | Data di nascita   | Nazionalità sportiva |
| -- | ------------------ | ----- | ----------------- | -------------------- |
| 1  | Keishlyann Sánchez | S     | 9 novembre 2001   | Porto Rico           |
| 2  | Adriana Viñas      | L     | 1º marzo 1994     | Porto Rico           |
| 3  | Katherine Santiago | L     | 10 dicembre 1993  | Porto Rico           |
| 4  | Kendra Rosario     | S     | 28 settembre 2000 | Porto Rico           |
| 5  | Vanessa Vélez      | S     | 29 agosto 1986    | Porto Rico           |
| 6  | Yamilet Velázquez  | P     | 21 febbraio 1997  | Porto Rico           |
| 7  | Aida Bauzá         | O     | 20 settembre 1989 | Porto Rico           |
| 8  | Áurea Cruz         | S     | 10 gennaio 1982   | Porto Rico           |
| 9  | Valeria Porrata    | S     | 24 agosto 1992    | Porto Rico           |
| 10 | Viongelie Pimentel | C     | 8 ottobre 1993    | Porto Rico           |
| 12 | Wilmarie Rivera    | P     | 14 febbraio 1997  | Porto Rico           |
| 14 | Lizzelle Cintrón   | C     | 5 marzo 1986      | Porto Rico           |
| 17 | Raquel Kulak       | C     | 13 novembre 1996  | Stati Uniti          |

## Mercato
| Acquisti | Acquisti           | Acquisti              | Acquisti   |
| R.       | Nome               | da                    | Modalità   |
| -------- | ------------------ | --------------------- | ---------- |
| L        | Katherine Santiago | Changas de Naranjito  | definitivo |
| P        | Yamilet Velázquez  | Valencianas de Juncos | definitivo |
| S        | Áurea Cruz         | VolAlto Caserta       | definitivo |
| S        | Valeria Porrata    | Valencianas de Juncos | definitivo |
| C        | Viongelie Pimentel | Polluelas de Aibonito | definitivo |
| C        | Raquel Kulak       | Flagler               | definitivo |

| Cessioni | Cessioni              | Cessioni              | Cessioni   |
| R.       | Nome                  | a                     | Modalità   |
| -------- | --------------------- | --------------------- | ---------- |
| L        | Alexandra Rivera      | Pinkin de Corozal     | definitivo |
| P        | Lisse Mar Rivera      | -                     | ritirata   |
| L        | Stephanie Salas       | Valencianas de Juncos | definitivo |
| C        | Zoé Sostre            | -                     | definitivo |
| C        | Alba Hernández        | Vilsbiburg            | definitivo |
| -        | Juliannette Rodríguez | -                     | ritirata   |

## Risultati

### LVSF

#### Regular season
| 15 febbraio 2020 Coliseo Rubén Zayas Montañez, Trujillo Alto | Amazonas de Trujillo Alto | 0 - 3 | Pinkin de Corozal         | 0-25, 0-25, 0-25                  |
| 16 febbraio 2020 Coliseo Rafael Amalbert, Juncos             | Valencianas de Juncos     | 2 - 3 | Amazonas de Trujillo Alto | 25-22, 27-25, 21-25, 22-25, 16-18 |
| 21 febbraio 2020 Coliseo Gelito Ortega, Naranjito            | Changas de Naranjito      | 2 - 3 | Amazonas de Trujillo Alto | 25-23, 25-23, 24-26, 24-26, 13-15 |
| 23 febbraio 2020 Coliseo Rubén Zayas Montañez, Trujillo Alto | Amazonas de Trujillo Alto | -     | Criollas de Caguas        | annullata                         |
| 26 febbraio 2020 Coliseo Rubén Zayas Montañez, Trujillo Alto | Amazonas de Trujillo Alto | 1 - 3 | Changas de Naranjito      | 8-25, 25-17, 18-25, 20-25         |
| 1º marzo 2020 Coliseo Rubén Zayas Montañez, Trujillo Alto    | Amazonas de Trujillo Alto | 3 - 0 | Indias de Mayagüez        | 26-24, 25-23, 25-23               |
| 3 marzo 2020 Coliseo Rubén Zayas Montañez, Trujillo Alto     | Amazonas de Trujillo Alto | 3 - 2 | Llaneras de Toa Baja      | 17-25, 25-23, 25-20, 17-25, 15-11 |
| 7 marzo 2020 Coliseo Roger L. Mendoza, Caguas                | Criollas de Caguas        | 3 - 0 | Amazonas de Trujillo Alto | 25-22, 25-14, 25-22               |
| 10 marzo 2020 Coliseo Gelito Ortega, Naranjito               | Changas de Naranjito      | 2 - 3 | Amazonas de Trujillo Alto | 25-21, 19-25, 25-15, 21-25, 6-15  |
| 12 marzo 2020 Coliseo Rubén Zayas Montañez, Trujillo Alto    | Amazonas de Trujillo Alto | -     | Pinkin de Corozal         | annullata                         |
| 15 marzo 2020 Palacio de Recreación y Deportes, Mayagüez     | Indias de Mayagüez        | -     | Amazonas de Trujillo Alto | annullata                         |
| 19 marzo 2020 Coliseo Rubén Zayas Montañez, Trujillo Alto    | Amazonas de Trujillo Alto | -     | Valencianas de Juncos     | annullata                         |
| 20 marzo 2020 Coliseo Antonio R. Barceló, Toa Baja           | Llaneras de Toa Baja      | -     | Amazonas de Trujillo Alto | annullata                         |
| 22 marzo 2020 Coliseo Carmen Zoraida Figueroa, Corozal       | Pinkin de Corozal         | -     | Amazonas de Trujillo Alto | annullata                         |
| 25 marzo 2020 Coliseo Roger L. Mendoza, Caguas               | Criollas de Caguas        | -     | Amazonas de Trujillo Alto | annullata                         |
| 29 marzo 2020 Coliseo Rubén Zayas Montañez, Trujillo Alto    | Amazonas de Trujillo Alto | -     | Changas de Naranjito      | annullata                         |
| 30 marzo 2020 Coliseo Rafael Amalbert, Juncos                | Valencianas de Juncos     | -     | Amazonas de Trujillo Alto | annullata                         |
| 2 aprile 2020 Coliseo Rubén Zayas Montañez, Trujillo Alto    | Amazonas de Trujillo Alto | -     | Indias de Mayagüez        | annullata                         |
| 4 aprile 2020 Coliseo Rubén Zayas Montañez, Trujillo Alto    | Amazonas de Trujillo Alto | -     | Llaneras de Toa Baja      | annullata                         |
| 8 aprile 2020 Coliseo Rubén Zayas Montañez, Trujillo Alto    | Amazonas de Trujillo Alto | -     | Criollas de Caguas        | annullata                         |
| 11 aprile 2020 Coliseo Rubén Zayas Montañez, Trujillo Alto   | Amazonas de Trujillo Alto | -     | Valencianas de Juncos     | annullata                         |
| 14 aprile 2020 Coliseo Antonio R. Barceló, Toa Baja          | Llaneras de Toa Baja      | -     | Amazonas de Trujillo Alto | annullata                         |
| 16 aprile 2020 Palacio de Recreación y Deportes, Mayagüez    | Indias de Mayagüez        | -     | Amazonas de Trujillo Alto | annullata                         |
| 19 aprile 2020 Coliseo Carmen Zoraida Figueroa, Corozal      | Pinkin de Corozal         | -     | Amazonas de Trujillo Alto | annullata                         |

## Statistiche

### Statistiche di squadra
| Competizione | Punti | In casa | In casa | In casa | In trasferta | In trasferta | In trasferta | Totale | Totale | Totale |
| Competizione | Punti | G       | V       | P       | G            | V            | P            | G      | V      | P      |
| ------------ | ----- | ------- | ------- | ------- | ------------ | ------------ | ------------ | ------ | ------ | ------ |
| LVSF         | 11    | 4       | 2       | 2       | 4            | 2            | 1            | 8      | 5      | 3      |
| Totale       | -     | 4       | 2       | 2       | 4            | 2            | 1            | 8      | 5      | 3      |

G = partite giocate; V = partite vinte; P = partite perse